# POV - I primi anni
POV - I primi anni è una serie televisiva italiana, per la regia di Davide Tosco e Sergio Basso, basata sulla serie olandese Brugklas.
La serie è trasmessa dal 1º febbraio 2021 su Rai Gulp ed è anche disponibile su RaiPlay.

## Trama
La serie segue la vita quotidiana di un gruppo di adolescenti durante i primi anni di liceo Machiavelli mostrandolo in maniera molto realistica e da diversi punti di vista. 

## Episodi
| Stagione         | Episodi | Prima TV |
| ---------------- | ------- | -------- |
| Prima stagione   | 52      | 2021     |
| Seconda stagione | 40      | 2022     |

## Produzione

### Riprese
La serie è stata girata nell'estate 2021 a Torino nel campus della ILO.